# Gerald Schroeder
Gerald L. Schroeder (New York, EE. UU., 20 de febrero de 1938), científico, conferencista y escritor estadounidense que enfoca lo que él percibe como relación inherente entre ciencia y espiritualidad. 
En 1965 se doctoró en Física Nuclear y Geociencias por el MIT. Luego de emigrar a Israel en 1971, fue empleado en calidad de investigador por el Instituto Weizmann de Ciencias, el Volcani Research Institut y la Universidad Hebrea de Jerusalén. 
Judío ortodoxo, en sus libros cita con frecuencia el Talmud, el Midrash y los escritos del filósofo español Nahmánides. Entre otras cosas, Schroeder trata de conciliar el relato bíblico de una tierra joven con el modelo científico de un mundo que tiene miles de millones de años, mediante la idea de que el flujo de tiempo percibido para un evento determinado, en un universo en expansión, varía de acuerdo a la perspectiva del observador de aquel evento. Intenta ajustar numéricamente ambos puntos de vista, calculando el efecto de la expansión del espacio-tiempo sobre la base de la Teoría general de la relatividad. 

## Libros
- Genesis and the Big Bang (1990).
- The Science of God: The Convergence of Scientific and Biblical Wisdom (1997).
- The Hidden Face of God: Science Reveals the Ultimate Truth (2002).
- God According to God: A Physicist Proves We've Been Wrong About God All Along (2009).